# José Carvalho da Costa
José Carvalho da Costa foi um administrador colonial português.

## Biografia
Mestre-de-Campo de Infantaria de Angola, exerceu o cargo de Governador interino na Capitania-Geral do Reino de Angola, entre 25 de abril 1725 e 7 de maio 1726, tendo sido antecedido por António de Albuquerque Coelho de Carvalho, por morte do qual governou, e sucedido por Paulo Caetano de Albuquerque. Também era bisavô de Joaquim Xavier Curado, Conde de São João Das Duas Barras.